# Vladimirescu (gmina)
Vladimirescu – gmina w Rumunii, w okręgu Arad. Obejmuje miejscowości Cicir, Horia, Mândruloc i Vladimirescu. W 2011 roku liczyła 10 710 mieszkańców.